# Zoombie
Zoombie är en TV-serie i tre delar från 1982 av Lars Molin. Serien reprissändes som en del av Minnenas television julen 2012.

## Handling
Holger Jakobsson, en medelålders byråkrat, slutar plötsligt en dag att gå till sitt jobb som byråchef på Försäkringskassan. Det får oanade konsekvenser för såväl honom själv som för hans familj och omgivning.

## I rollerna
- Anders Nyström
- Lis Nilheim
- Staffan Hallerstam
- Sissela Kyle
- Joakim Schröder
- Asko Sarkola
- Margreth Weivers
- Hans Wigren
- Charlie Elvegård
- Tomas Pontén
- Gunilla Olsson
- Göthe Grefbo
- Gunilla Thunberg
- Jarl Borssén
- Niels Dybeck
- Weiron Holmberg
- Åke Lindman
- Palle Granditsky
- Ulla Akselson
- Håkan Ernesto Söderberg
- Urban Sahlin
- Roland Hedlund
- Mikael Kallaanvaara
- Sten Ardenstam
- Lennart Kollberg
- Maj-Britt Lindholm
- Rolf Björkholm